# Vandrarhem

Vägskylt för vandrarhem.

Ett vandrarhem är ett övernattningsställe ursprungligen avsett för vandrande eller cyklande ungdomar och barnfamiljer, numera för alla resandekategorier. Det kännetecknas av valfrihet i frukost, lakan och handdukar och möjlighet till att laga mat i självhushåll.

## Etymologi
Ordet vandrarhem myntades av Svenska Turistföreningen (STF) under 1930-talet för STF:s boenden i framför allt den svenska fjällen, då namnet enligt STF anknöt till fjällvandring och signalerade hemtrevnad.

## Historik

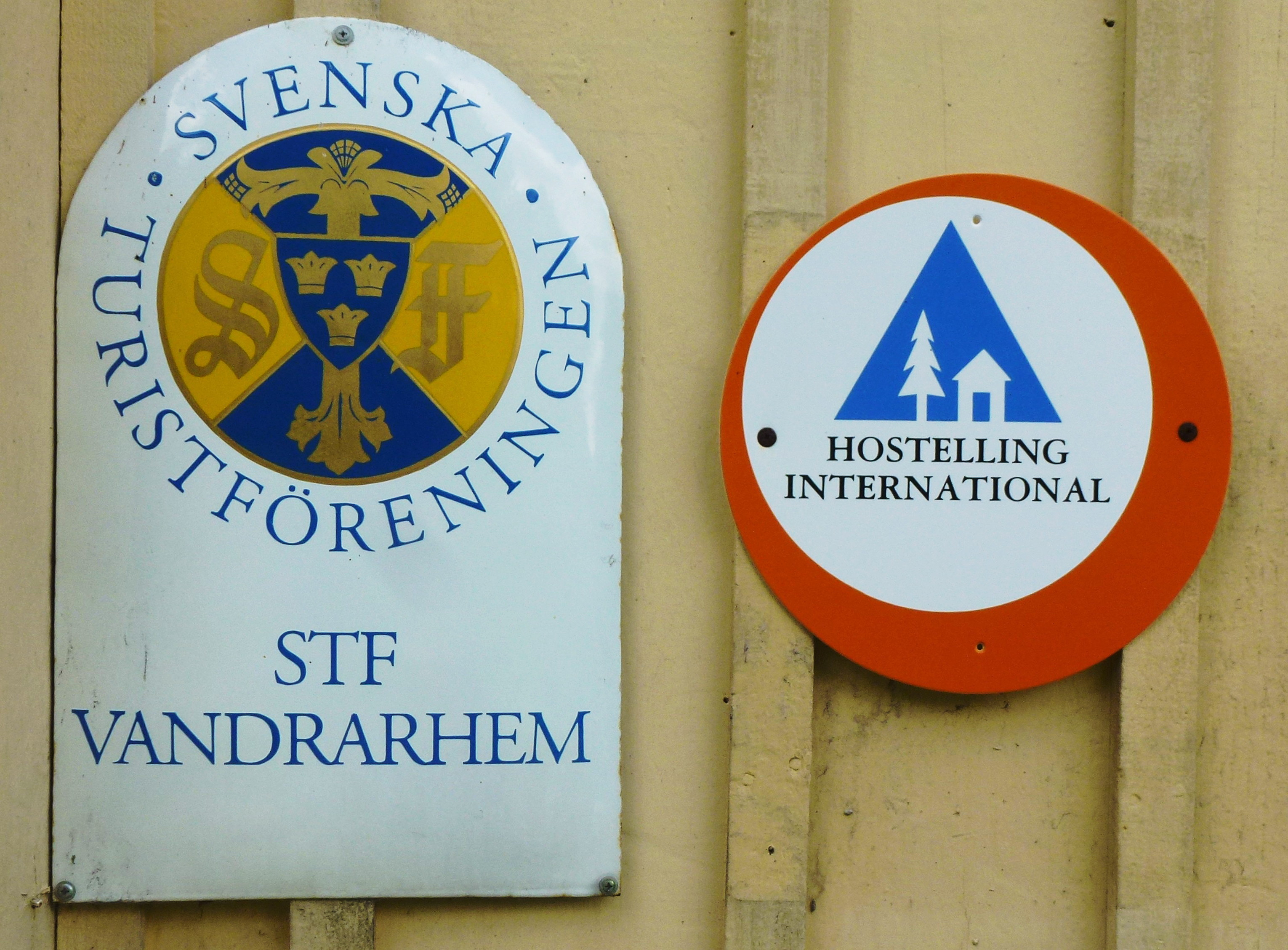
Skyltar vid vandrarhem Lilla Tyresö.

Det första vandrarhemmet öppnade 1909 i en gammal borg i den tyska staden Altena. Sveriges första vandrarhem öppnade i maj 1933 på Brahegatan 56 i Gränna. En övernattning i Gränna kostade 50 öre, om man hade medtagit egna lakan.
De tidigaste vandrarhemmen var främst avsedda just för vandrare (vintertid skidåkare), men med förändrade tider har gästerna ofta blivit fordonsburna med allt från trampcykel till motorcykel och bil. En del vandrarhem har mer hotell-liknande service. Många är anslutna till gemensamma marknadsföringsorgan, medan andra är helt fristående.
I Sverige fanns år 2006 cirka 1 500 vandrarhem, varav en tredjedel var anslutna till någon av de två stora organisationerna, Svenska Turistföreningen (STF) eller dåvarande Sveriges Vandrarhem i Förening (SVIF). Många vandrarhem är öppna endast en del av året.
I maj 2008 utsåg tidningen The Times Europas tio bästa vandrarhem. Två ligger i Spanien och Polen vardera, medan resterande ligger i Portugal, Italien, Sverige och Tyskland.
Det finns en internationell samarbetsorganisation för vandrarhem, vid namn Hostelling International. Medlemskap i en nationell organisation, som driver vandrarhem, brukar berättiga till medlemsförmåner även i andra länders vandrarhemsorganisationer.

## Bilder, utanför Sverige

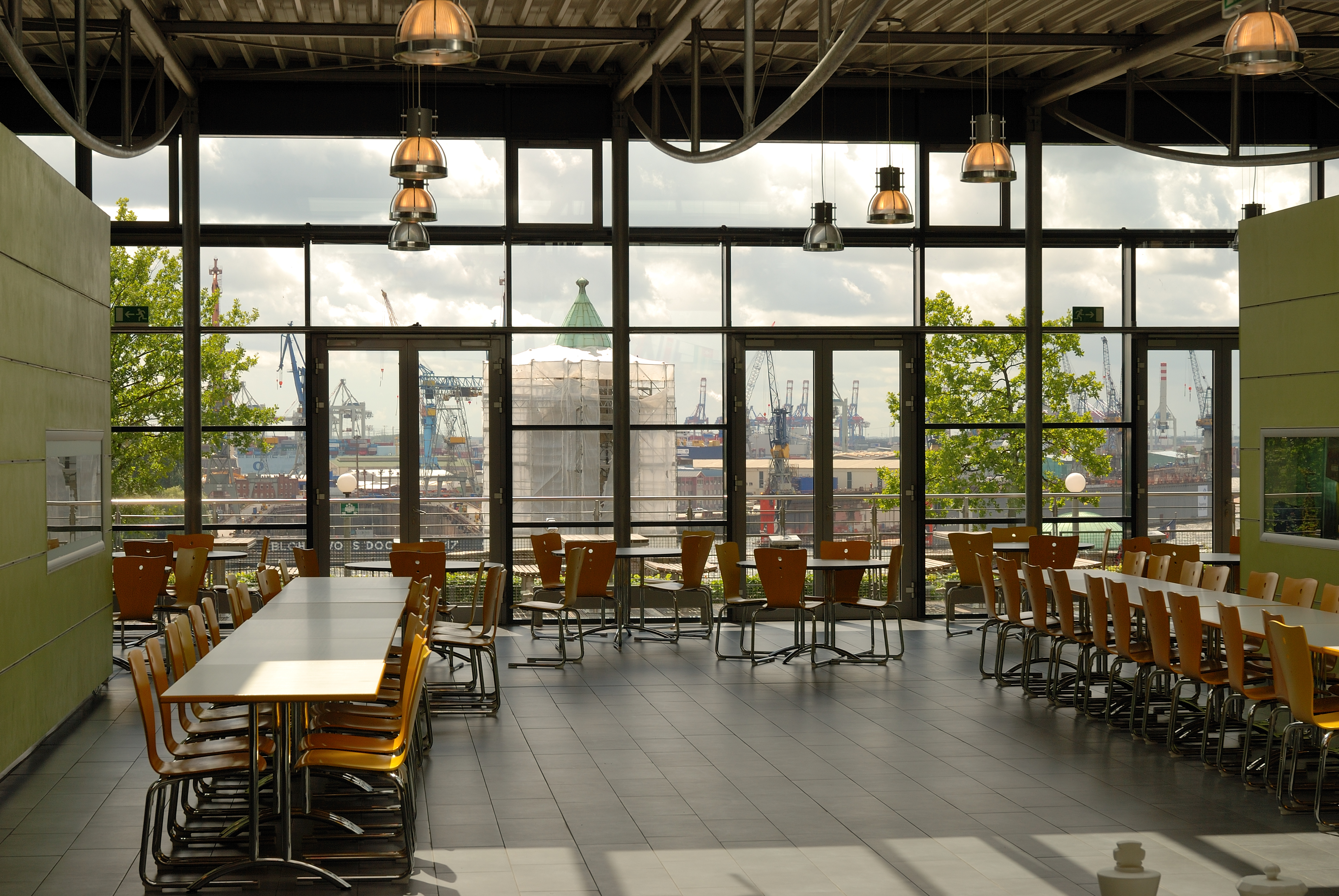
Matsal i ett vandrarhem i Hamburg.
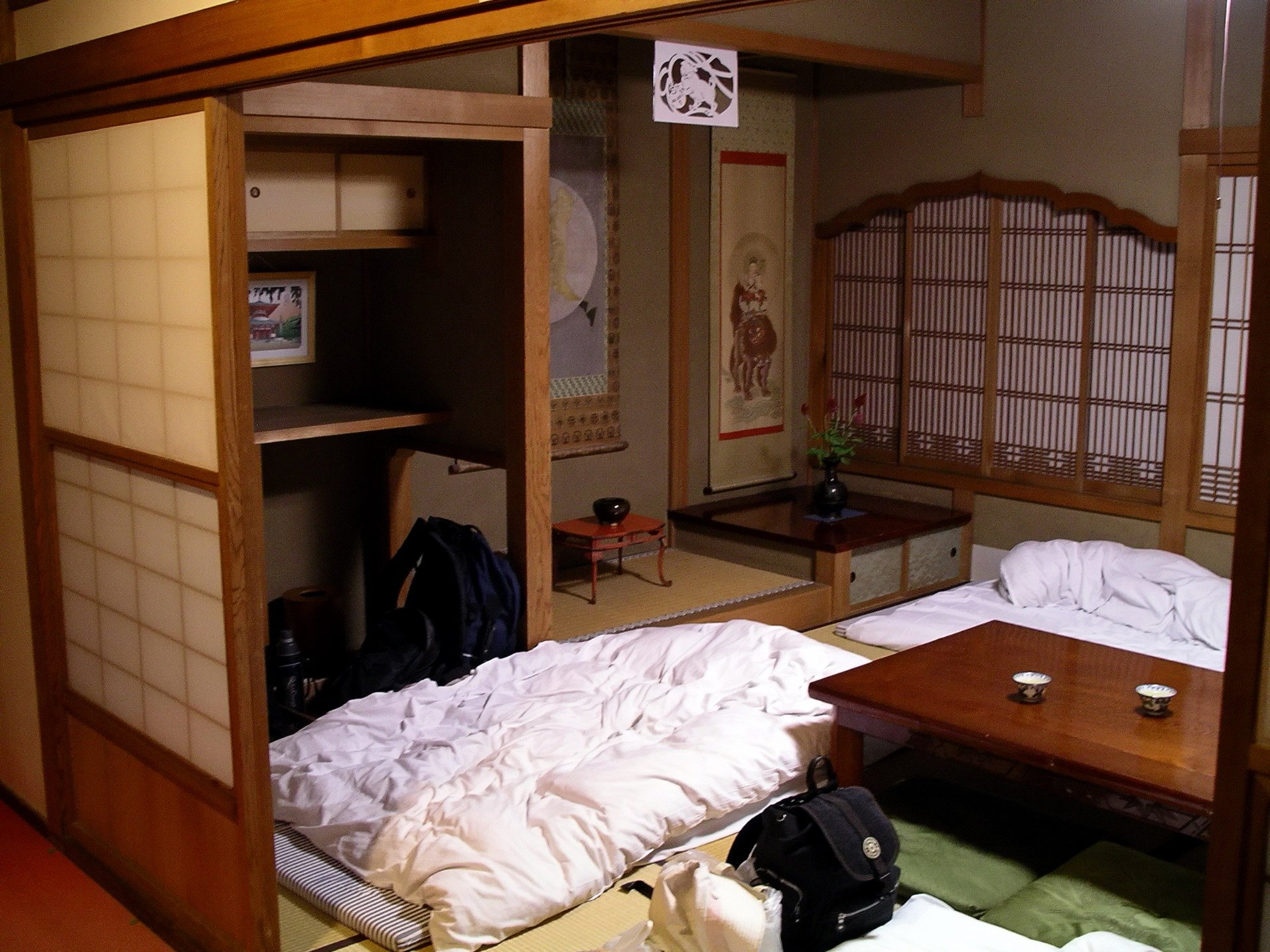
Interiör av ett vandrarhem i Japan.
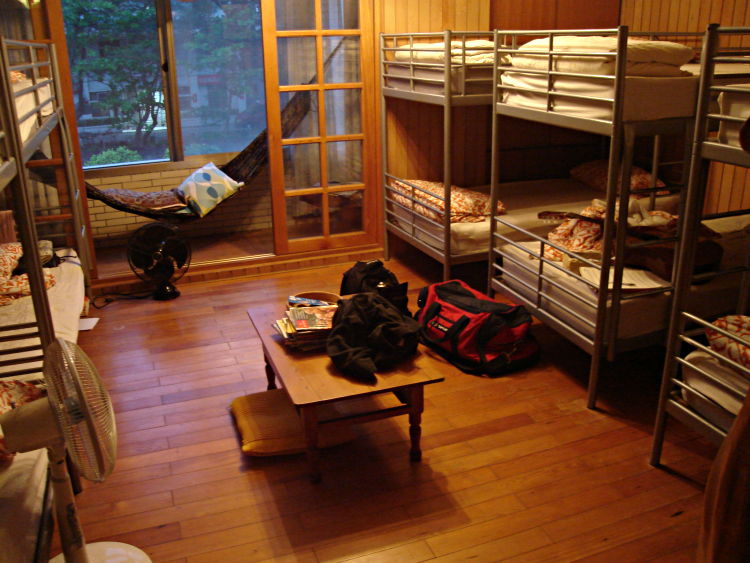
Interiör av ett vandrarhem i Taiwan.
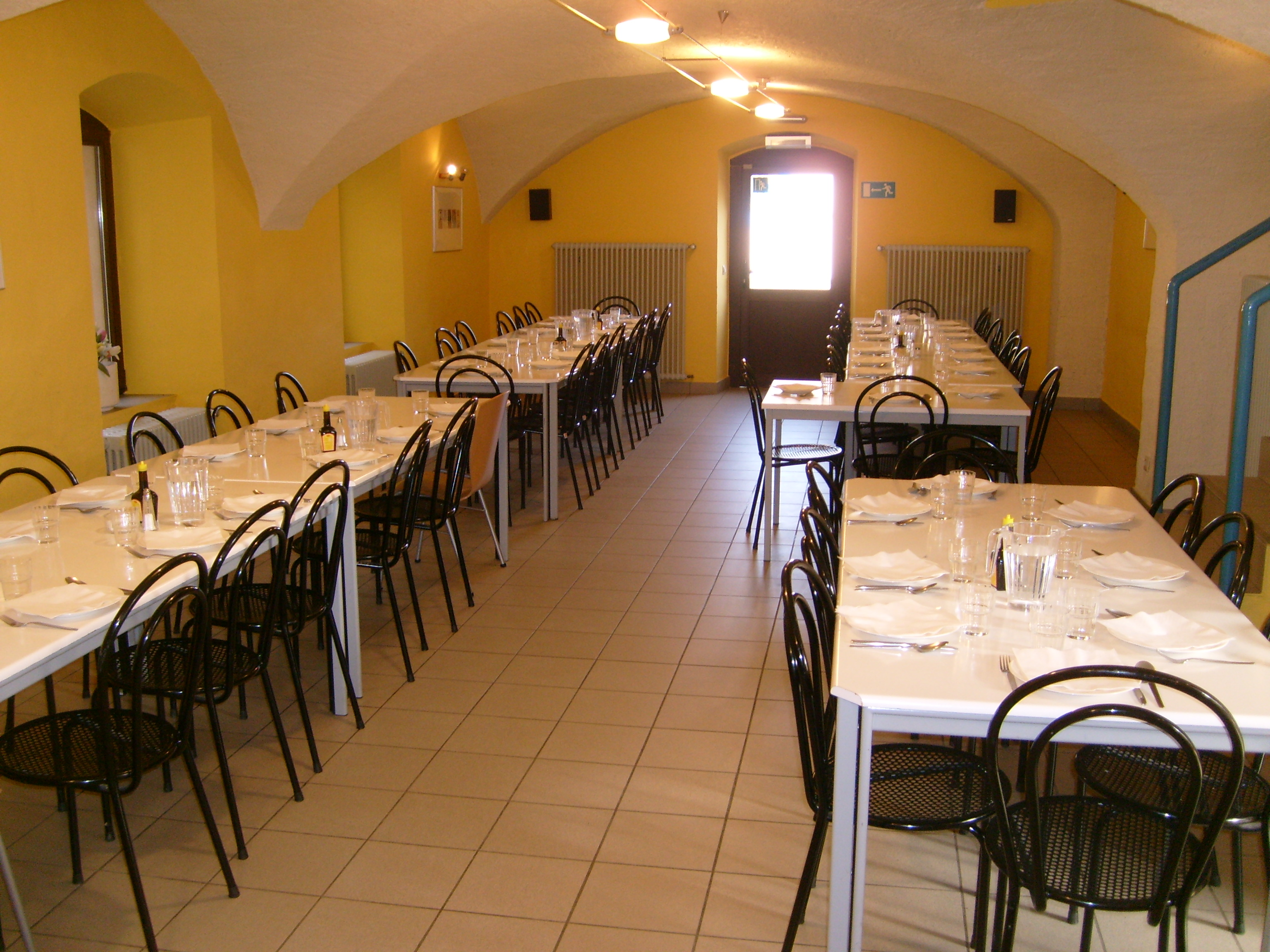
Matsalen på vandrarhem i Wiltz, Luxemburg.

## Bilder, Sverige

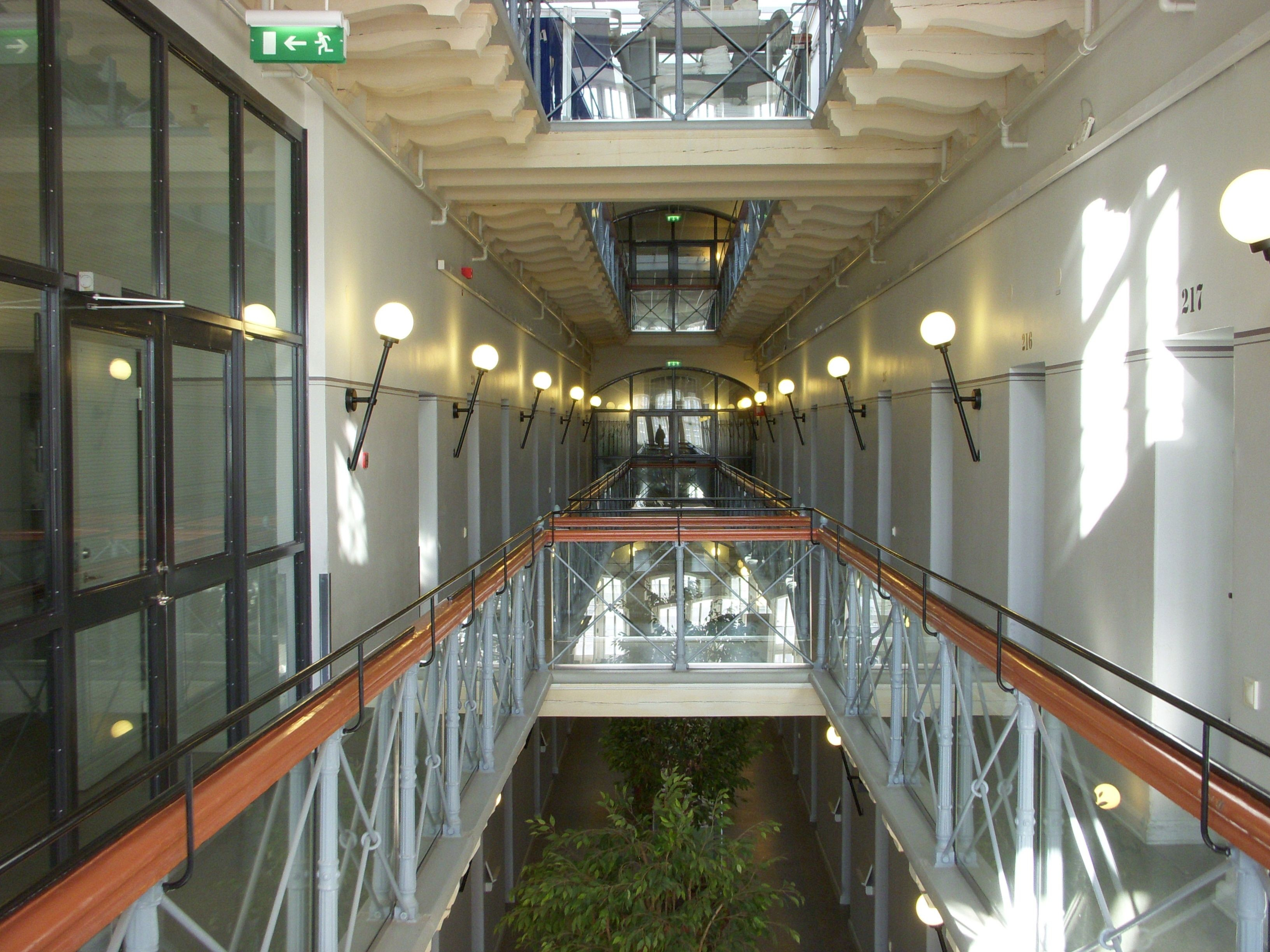
Vandrarhem i före detta Långholmens centralfängelse.
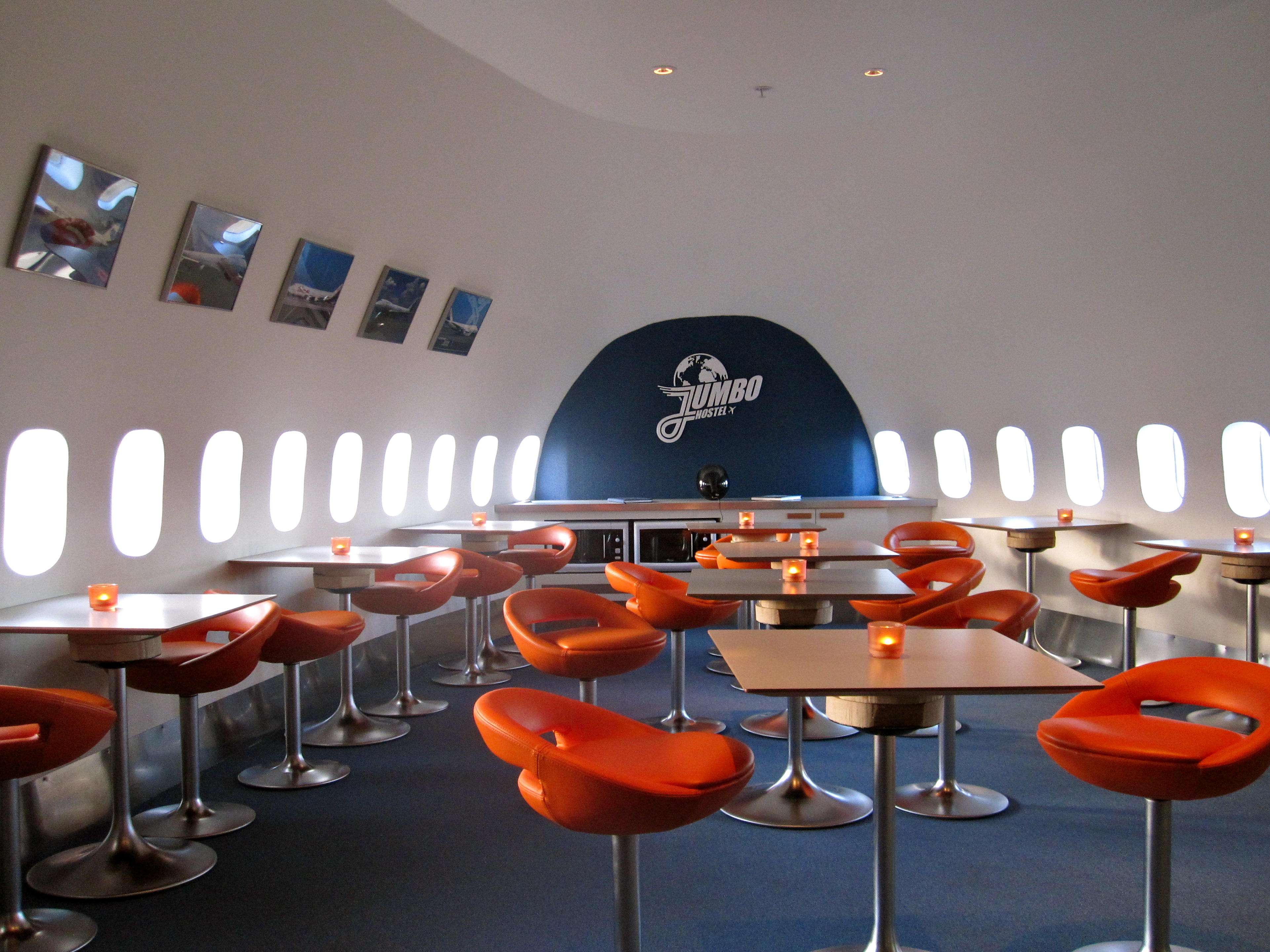
Matsal på Jumbo Hostel, Stockholm Arlanda Airport.
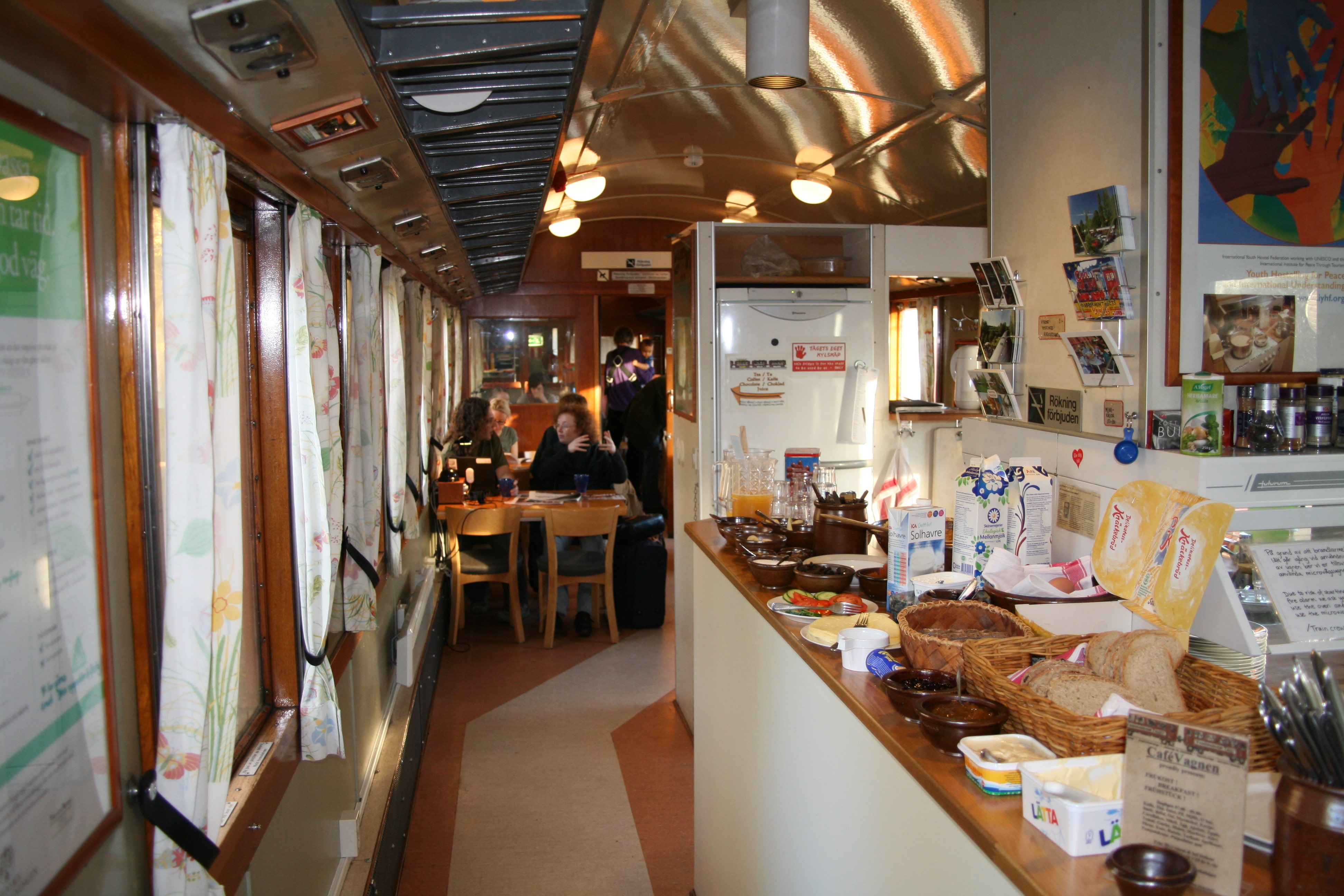
Restaurangen på Train Hostel, Lund.